# Milíkov (district de Frýdek-Místek)
Pour les articles homonymes, voir Milíkov.
Milíkov (en polonais : Milików ; en Milikau) est une commune du district de Frýdek-Místek, dans la région de Moravie-Silésie, en République tchèque. Sa population s'élevait à 1 386 habitants en 2021.

## Géographie
Milíkov se trouve à 4 km au nord-ouest du centre de Jablunkov, à 28 km à l'est-sud-est de Frýdek-Místek, à 43 km au sud-est d'Ostrava et à 313 km à l'est-sud-est de Prague.
La commune est limitée par Hrádek au nord, par Návsí à l'est, par Dolní Lomná au sud, et par Košařiska à l'ouest.

## Histoire
La première mention écrite de la localité date de 1525.

## Galerie

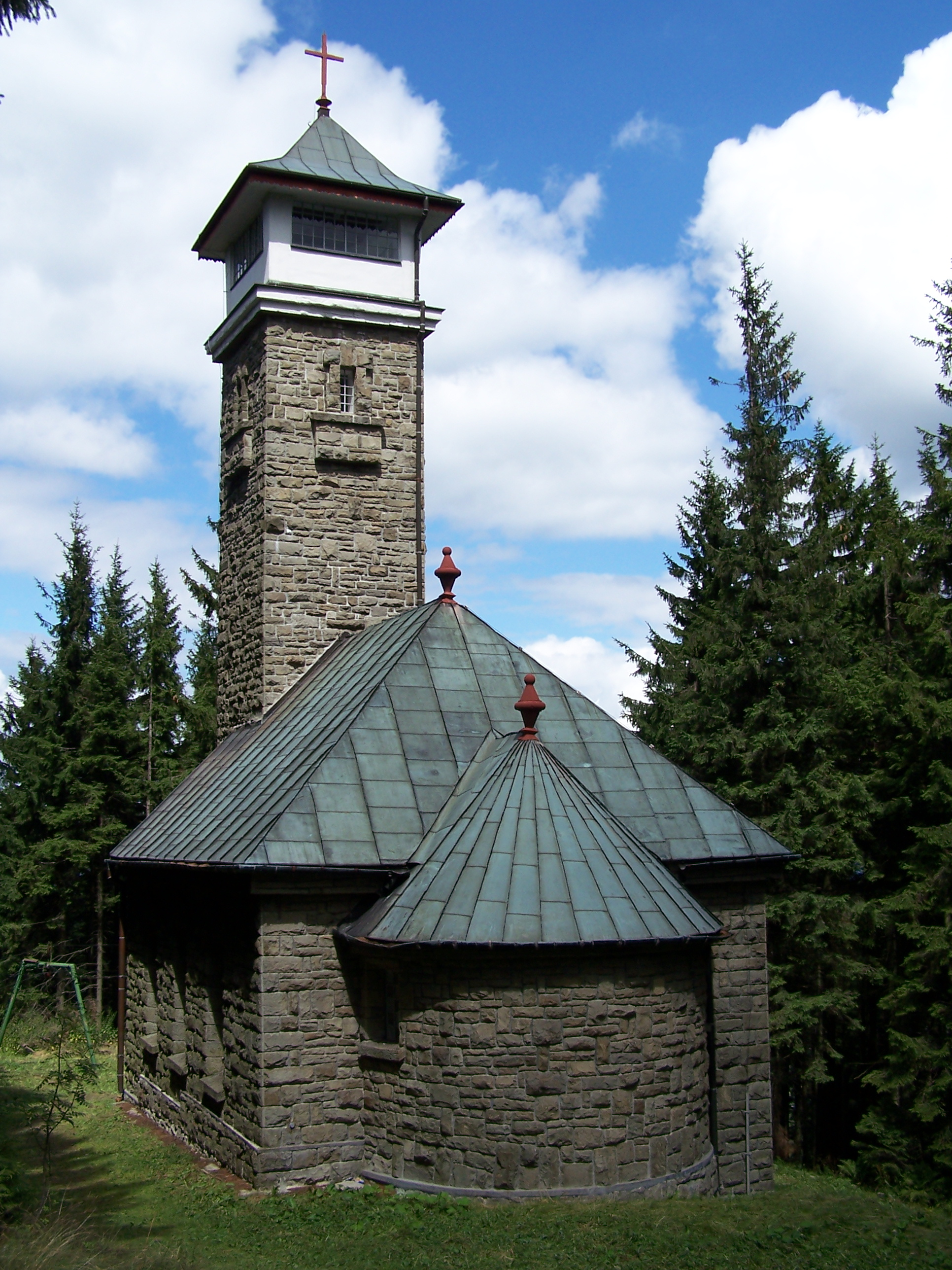
Chapelle Sainte-Anne : chevet.
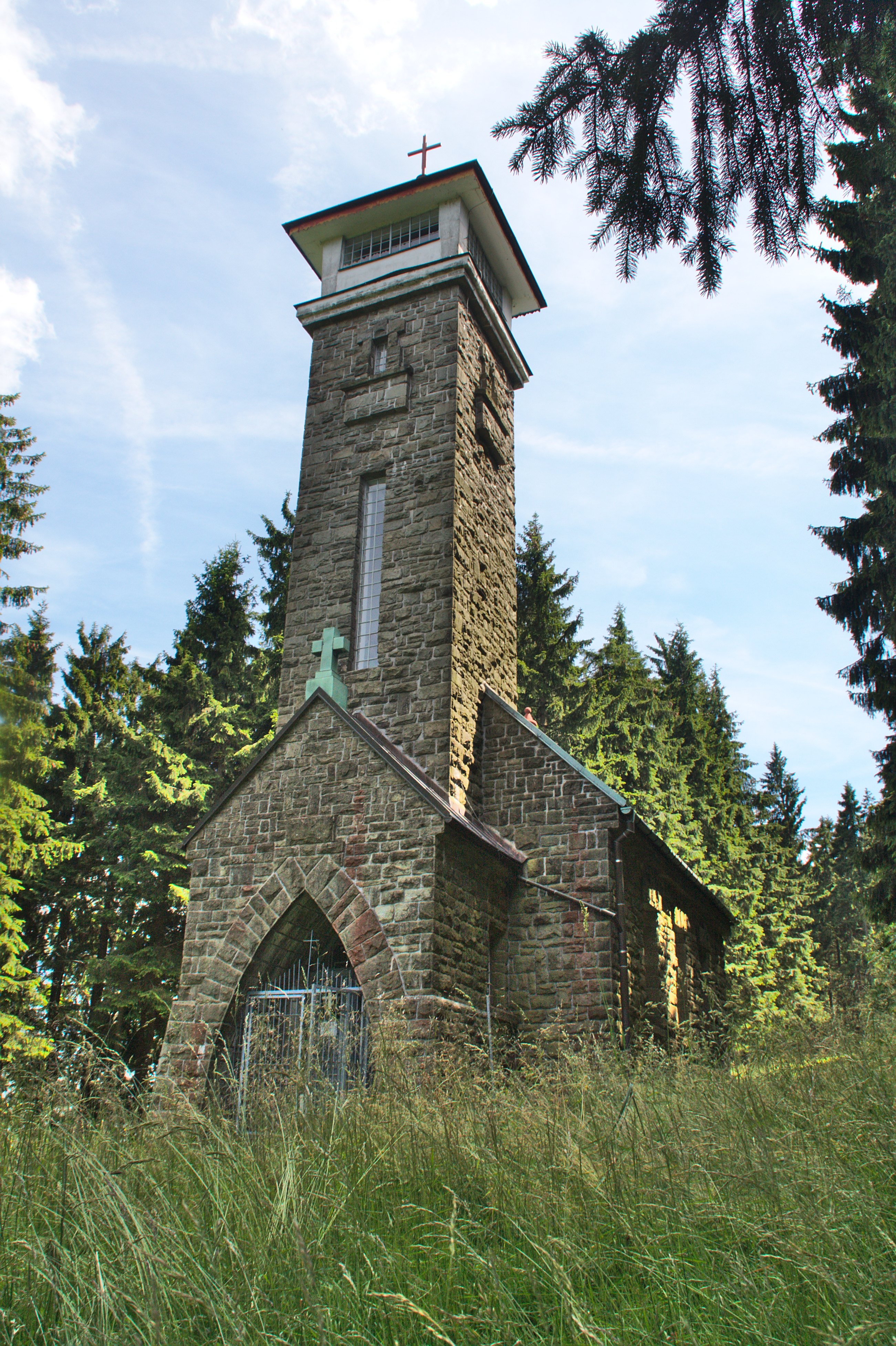
Chapelle Sainte-Anne : façade.
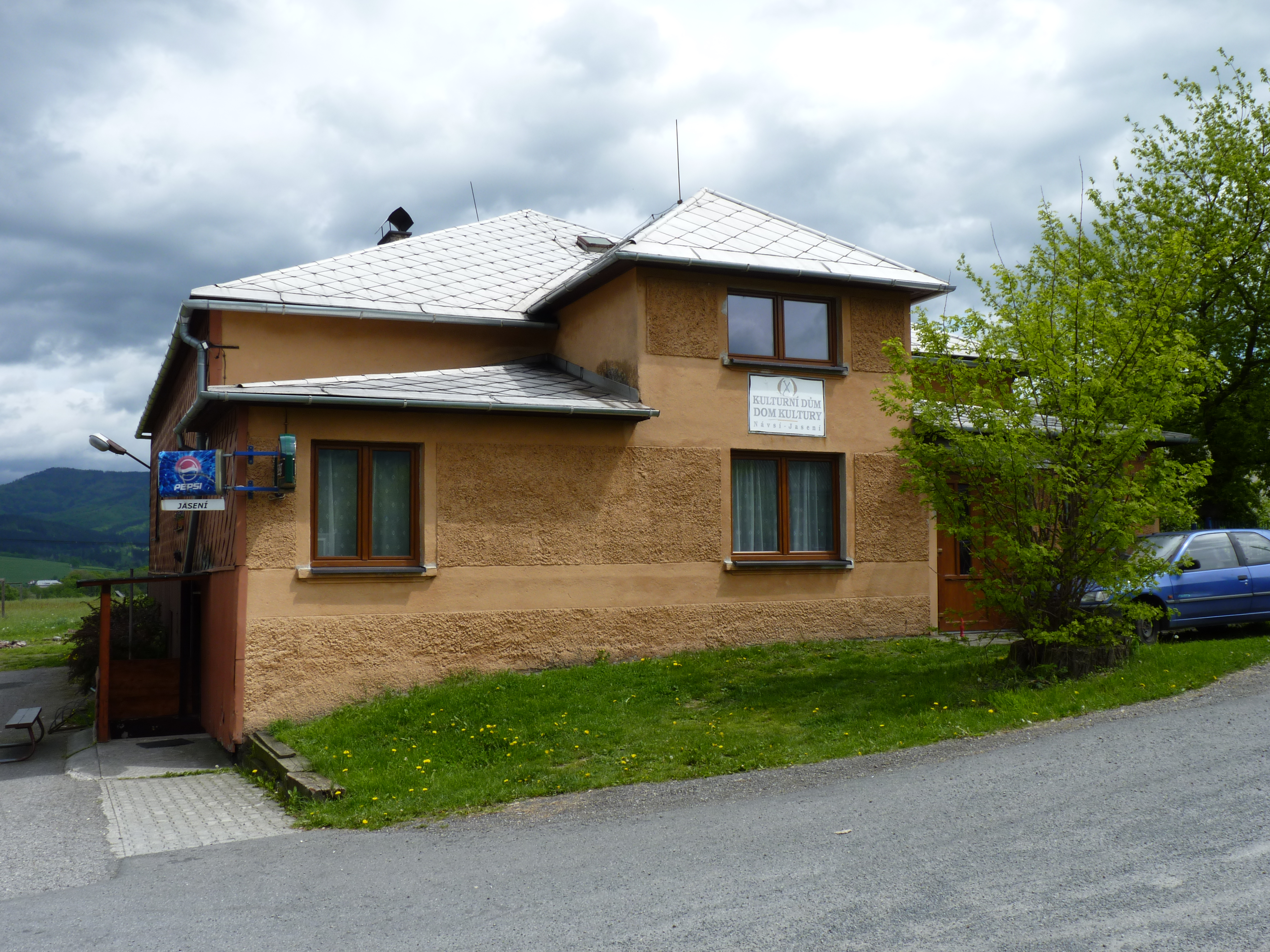
Maison de la culture de Milíkov.

## Transports
Par la route, Milíkov se trouve à 4 km de Jablunkov, à 13 km de Třinec, à 37 km de Frýdek-Místek, à 53 km d'Ostrava et à 388 km de Prague.